# Rainieria calceata
Rainieria calceata is een vliegensoort uit de familie van de spillebeenvliegen (Micropezidae). De wetenschappelijke naam van de soort is voor het eerst geldig gepubliceerd in 1820 door Carl Fredrik Fallén.